# Кампасас
Кампасас (ісп. Campazas) — муніципалітет в Іспанії, у складі автономної спільноти Кастилія-і-Леон, у провінції Леон. Населення — 154 особи (2010).
Муніципалітет розташований на відстані близько 240 км на північний захід від Мадрида, 50 км на південь від Леона.

## Демографія
Динаміка населення (INE ):